# Antoine Fourquet (editor)
Antoine Fourquet, Jean-Antoine-Damien-Patrice de noms de fonts, (Perpinyà, 13 de novembre del 1808 - Perpinyà, 25 de novembre del 1872) va ser un editor, bibliotecari i escriptor rossellonès.
Es dedicà a la tasca d'editor-llibreter (una doble especialització habitual al Perpinyà de l'època, com ho testimonià la coetània impremta-llibreria Tastu). Dirigí, redactà i edità la breu Revue des Pyrénées-Orientales: Feuille religieuse, littéraire et artistique (10 números, publicats mensualment, de l'1 de gener a l'1 d'octubre de 1842), que tenia la redacció a l'establiment Fourquet, al número 4 de la plaça de la Llibertat de Perpinyà (actualment, plaça de la República). Posteriorment donà com a adreça "Antoine Fourquet, Libraire-Éditeur, près le Marché Neuf" (La Sainte Messe (1851) i carrer Tapineria, 6 (Argiot Petit Carême poètique (1853) -actualment rue des Cordonniers o dels Sabaters-.
També exercí de bibliotecari de la biblioteca municipal de la capital del Rosselló.

## Obres pròpies
- Analyse des oeuvres théologiques de M. B. Philip, chanoine-titulaire, vicaire-général du diocèse de Perpignan, 1849.
- Cantique [Goigs] en honneur de saint-Jacques-le-Majeur, (A. Fourquet, imp. Tastu, 1850).
- «Analyse des poésies de M. J. Argiot». A: La Sainte Messe, petit vespéral des dimanches et fêtes et psaumes graduels, traduit en vers français.  París-Perpignan: Louis Maison - Antoine Fourquet, 1851.
- Etude sur le caractère et les poésies de M. P. Batlle, suivie de ses Inspirations de la Nuit, oeuvre posthume, 1866.
- Fourquet, Antoine. Neuvaine en l'honneur du bienheureux patriarche Saint François de Paule fondateur de l'Ordre des Frères Minimes, vénéré d'un culte spécial dans sa chapelle de la cathédrale Saint-Jean Baptiste à Perpignan. Opuscule revu, augmenté et suivi d'un sommaire de la peste de 1631, 1632 et le choléra de 1854 à Perpignan ainsi que du Voeu, ode à la gloire de notre saint Patriarche par Antoine Fourquet bibliothécaire de la Ville.  Perpinyà: Mlle A. Tastu, 1860.[Enllaç no actiu]
  -  Neuvaine en l'honneur du bienheureux patriarche saint François de Paule. 2e éd.  Perpinyà: Charles Latrobe, 1867.
- Catalogue des livres imprimés et manuscrits de la Bibliothèque communale de Perpignan.  Perpinyà: J.B.Alzine, 1866.

## Edicions
- Revue des Pyrénées-Orientales: Feuille religieuse, littéraire et artistique.  Perpinyà: A. Fourquet (A. Tastu, impr.), 1842.[Enllaç no actiu] («exemplar digitalitzat». Arxivat de l'original el 2016-03-04. [Consulta: 2 novembre 2015].)
- Argiot, Jacques (traductor); J.D.P. (pròleg). La Sainte Messe, petit vespéral des dimanches et fêtes et psaumes graduels, traduit en vers français.  París-Perpignan: Louis Maison, Libraire-Éditeur - Antoine Fourquet, Libraire-Editeur (Imprimerie de Mademoiselle Antoinette Tastu), 1851. XXVII + 229 p. («exemplar digitalitzat».)
- Argiot, Jacques. Petit Carême poètique, ou Psaumes pénitentiaux, proses et hymnes diverses, traduits en vers français.  París - Perpignan: chez Maison - chez Fourquet, Libraire-Editeur (Imprimerie de Mademoiselle Antoinette Tastu), 1853. Suplement a La Sainte Messe («exemplar digitalitzat».)
- Cantique a Notre-Dame d'Espérance. Traduit du Catalan.  Perpinyà: Librairie ancienne et moderne d'Antoine Fourquet, éditeur (Imprimerie de Mlle. A. Tastu), 1853. («exemplar digitalitzat».)
- Goigs en alabança del glorios Sant Roch. Confessor y advocat contra la pestilencia.  Perpinya: Antoni Fourquet, 1855.